# Жига Јеглич
Жига Јеглич (словен. Žiga Jeglič; рођен 24. фебруара 1988. у Крању, СР Словенија) професионални је словеначки хокејаш на леду који игра на позицијама десног крила и центра.
Играчку каријеру Тавжељ је започео у екипи МК Блед почев од сезоне 2003/04. (у омладинској екипи), одакле је у сезони 2007/08. прешао у редове Акрони Јесеница. Први инострани ангажман остварио је у шведском друголигашу Södertälje SK одакле је након две сезоне прешао у редове финског прволигаша Ässät из града Порија. Средином децембра 2013. постао је део немачке екипе ЕРЦ Инголштат са којом је исте сезоне освојио национално првенство те земље. Од сезоне 2014/15. игра за екипу Слована из Братиславе која се такмичи у Континенталној хокејашкој лиги.
За сениорску репрезентацију Словеније дебитовао је 2010. на Светском првенству дивизије I на којем је његов тим освојио прво место и пласман у елитни ранг такмичења за наредну годину. Јеглич је на том првенству остварио учинак од 2 поготка и 9 асистенција (11 бодова). Био је члан националне репрезентације на олимпијском хокејашком турниру 2014. у Сочију где је Словенија освојила 7. место. На олимпијском турниру одиграо је свих пет утакмица и остварио статистику од по два гола и асистенције, те је са укупно 4 бода проглашен за најефикаснијег играча словеначког тима на ЗОИ. Јеглич је постигао први гол за Словенију у историји Олимпијских игара (на првој утакмици против Русије).